# Religion au Soudan

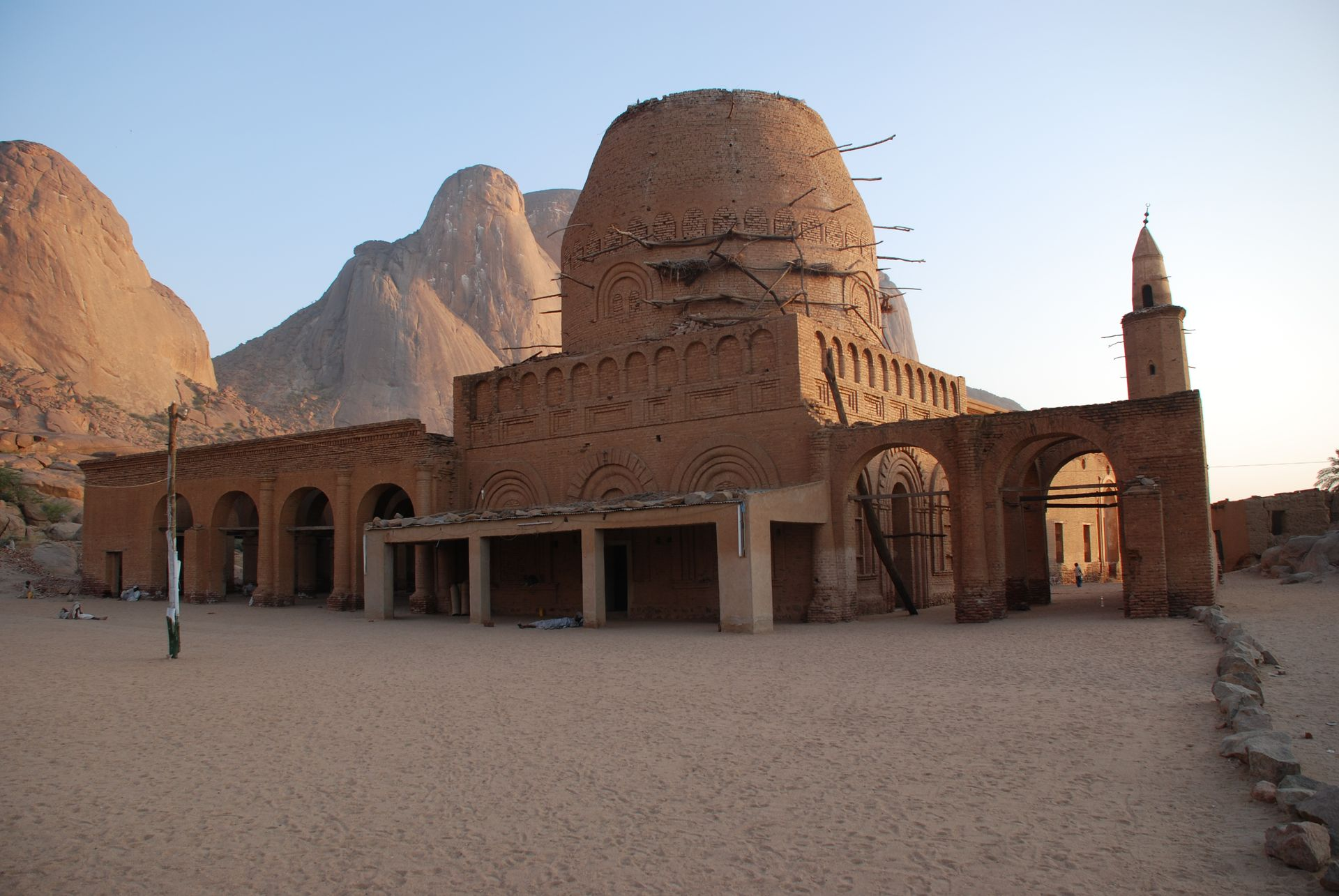
Tombeau de al-Hasan al-Mirghani à Kassala

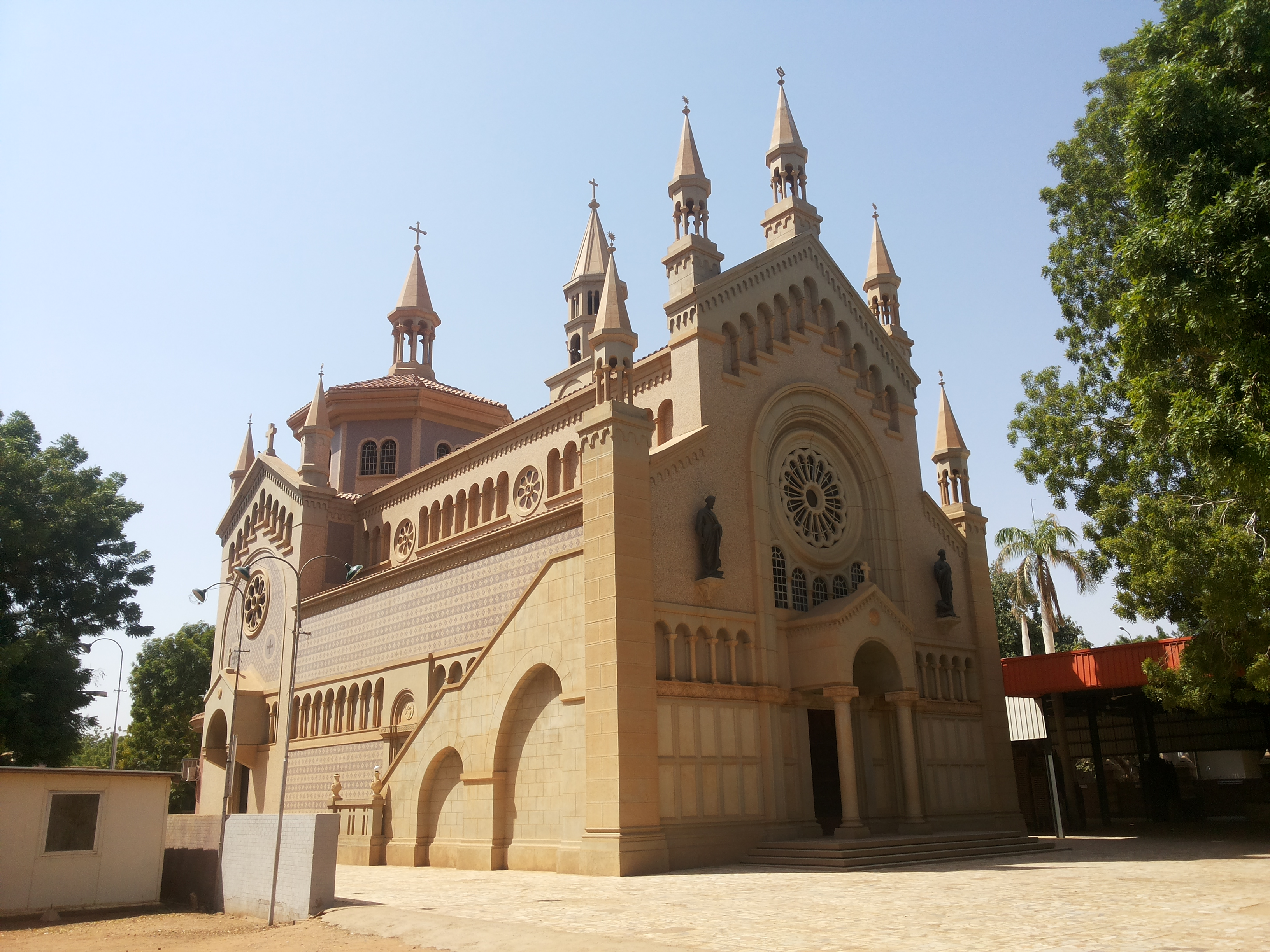
Cathédrale Saint-Matthieu de Khartoum

Depuis la sécession en 2011 du Soudan du Sud, majoritairement chrétien, le Soudan actuel est un pays majoritairement musulman à 97%, mais la Constitution prévoit en théorie la liberté de religion. Il y a 1,5% d'animistes et 1,5% de chrétiens (coptes, orthodoxes et catholiques et quelques protestants). Cependant, la Constitution a imposé la charia comme source de la législation dans les États, alors qu'elle reconnaît le « consensus populaire » et « les valeurs et les coutumes du peuple soudanais, y compris ses traditions et ses croyances religieuses ».

## Islam
Si les musulmans sont très majoritairement sunnites, il y aurait entre 3 et 5 % de musulmans chiites. 
En 2019, une étude de la BBC suggère une baisse de la pratique religieuse au Soudan, en particulier chez les moins de 30 ans. La confiance envers les dignitaires religieux a chuté de 49 % en 2012-2013 à 24 % en 2019.

## Christianisme
Des communautés chrétiennes sont présentes au Soudan dès l'Antiquité et dont certains reliquats ont subsisté jusqu'au XVIe siècle; l'évangélisation d'une partie de la population soudanaise au XIXe siècle est responsable de la présence actuelle de chrétiens dans le pays.
Les différentes associations de Chrétiens Coptes indiquent 8 % de Chrétiens Coptes dans le pays (en 2010), et 11 % en 2018, ce qui ne correspond pas aux 1,5 % évoqués officiellement. Parmi les Chrétiens, un grand nombre est Catholique. L’Église intérieure du Soudan, une confession chrétienne évangélique baptiste, est fondée en 1963. En 2016, elle compterait 152 églises et 43,215 membres . Les Chrétiens Protestants revendiquent entre 1,5 % et 2 % de Chrétiens Protestants dans le pays: ils seraient surtout présents dans le sud du pays, et dans la région de la capitale, Khartoum. Les Protestants sont de différentes obédiences, mais sont majoritairement évangélistes, et Luthériens.
- Christianisme au Soudan (en)
- Église catholique au Soudan (en)
- Coptes au Soudan (en)
- Joséphine Bakhita (1889-1947)

## Judaïsme
L’histoire des Juifs au Soudan ne débuta qu’à la fin du XIXe siècle quand des familles issues du judaïsme égyptien s’installèrent dans la dépendance égyptienne. La communauté juive fut toujours très réduite ne dépassant jamais 1000 membres et disparut totalement après 1969.
En 2018, il ne resterait que moins de 50 Juifs dans le pays, surtout concentrés à Khartoum. Certains sont liés aux Juifs éthiopiens (les Beta-Israël), et sont des réfugiés issus de différentes crises éthiopiennes.   

## Animisme
Les Animistes sont certainement plus nombreux que les 1,5% annoncés : la région sud, frontalière avec la république du Soudan du sud, dont la province d'Abyei concentre de fortes proportions d'animistes et de chrétiens autres que les Coptes (dont des Catholiques, et des Protestants). Au Darfour, grande province de l'Ouest du Nord Soudan, il y aurait une forte minorité d'animistes, mais le pourcentage est inconnu. Au Darfour, il existe aussi une pratique de l'islam fortement imprégnée d'animisme.

## Liberté religieuse
À cause de ses violations particulièrement graves de la liberté de religion, le Soudan se trouve depuis 1999 sur la liste des pays jugés particulièrement préoccupants du département d'État des États-Unis.
Le cas de Meriem Ishag, en mai 2014, élevée par une mère soudanaise de religion grecque-orthodoxe, alors que son père musulman était absent, a provoqué l'indignation de quelques chancelleries. La jeune femme , mariée à un Sud-Soudanais chrétien et enceinte, a été condamnée à mort par un tribunal de Khartoum en application de la charia (depuis 1983) pour avoir épousé un non-musulman. Elle a été également condamnée à cent coups de fouet pour « adultère » (c'est-à-dire le fait d'avoir épousé un chrétien), avant l'exécution de la sentence. Devant les protestations du département d'État américain et d'Amnesty International, la jeune femme est finalement libérée au bout de longues semaines de prison,, et se réfugie à l'ambassade des États-Unis. D'autres cas similaires se produisent.
Le Soudan a aussi des Athées, et des Agnostiques, qui sont très mal perçus en ce pays profondément religieux. Ils sont persécutés, et doivent le plus souvent se cacher, ou garder le silence, en ce qui concerne leurs opinions sur la religion. Ils sont très minoritaires.  